# 月形祐二
月形 祐二（つきがた ゆうじ、1958年（昭和33年）6月28日 - ）は、日本の政治家。福岡県糸島市長（3期）。元福岡県議会議員（3期）。

## 来歴
志摩町立桜野小学校、西南学院中学校・高等学校を経て、1982年（昭和57年）3月、西南学院大学法学部卒業。同年4月、株式会社モリタに就職。1986年（昭和61年）から2002年（平成14年）11月まで衆議院議員太田誠一の秘書を務めた。
2003年（平成15年）4月の福岡県議会議員選挙に前原市・糸島郡選挙区から自由民主党公認で出馬。無投票により初当選。2007年（平成19年）に再選。
2010年（平成22年）1月1日、前原市・志摩町・二丈町が合併し、糸島市が発足。2011年（平成23年）に3選。
2014年（平成26年）2月2日に行われた糸島市長選挙に出馬し初当選。2月14日、市長就任。
2018年、元市議の高橋徹郎を破り再選。
2022年（令和4年）1月30日夕方、発熱があり、抗原検査を受けたところ、新型コロナウイルスの感染が確認された。同日夜、糸島市長選挙の開票が行われ3選を果たすが、陣営は支持者を集めての万歳や、報道機関の取材対応を見送った。

## 人物
- 俳優の陣内孝則とは高校の同級生である。